# Stanislas Golinski
Pour les articles homonymes, voir Golinski.
 (octobre 2014).
Si vous disposez d'ouvrages ou d'articles de référence ou si vous connaissez des sites web de qualité traitant du thème abordé ici, merci de compléter l'article en donnant les références utiles à sa vérifiabilité et en les liant à la section « Notes et références ».
Stanislas Golinski, né le 24 février 1924 à Montigny-en-Gohelle et mort le 25 mars 2012 à Salon-de-Provence, est un footballeur français.
Mineur de fond dès l'âge de quatorze ans, fils de mineur, Stanislas Golinski fut repéré par le RC Lens où il joua de 1946 à 1948. Puis il devint l'arrière central du Nîmes Olympique, rival du grand Reims, jusqu'en 1958. Connu à Nîmes sous les prénoms de Stan, Stanis, Stanislas, Golinski était un patron de défense athlétique, dur sur l'homme, bon relanceur, "bête noire" du célèbre Gunnar Andersson. Dans l'Équipe magazine numéro 10 du 25 février 1954, l'attaquant de l'OM, l'homme aux 100 buts en 100 matchs, dira de Golinski : « Expliquez cela comme vous voudrez, je ne peux pas jouer contre ce garçon, il me paralyse ». En tant qu'entraîneur fédéral Stanislas Golinski mena le FC Annecy au titre de Champion de France CFA en 1960.
En 2022, le magazine So Foot le classe dans le top 1000 des meilleurs joueurs du championnat de France, à la 523e place.

## Palmarès
- Finaliste de la Coupe de France en 1948 avec le RC Lens